# Élections départementales de 2021 en Lot-et-Garonne
Les élections départementales en Lot-et-Garonne ont lieu les 20 et 27 juin 2021.

## Contexte départemental

### Assemblée départementale sortante
Avant les élections, le conseil départemental de Lot-et-Garonne est présidé par Sophie Borderie (PS).
Il comprend 42 conseillers départementaux issus des 21 cantons de Lot-et-Garonne.
| Présidente du conseil départemental  |       |       |      |                         |
| Sophie Borderie (PS)                 |       |       |      |                         |
| Parti                                | Sigle | Sigle | Élus | Groupes                 |
| Majorité (26 sièges)                 |       |       |      |                         |
| Parti socialiste                     |       | PS    | 17   | Majorité départementale |
| Divers gauche                        |       | DVG   | 3    | Majorité départementale |
| Parti communiste français            |       | PCF   | 3    | Majorité départementale |
| Parti radical de gauche              |       | PRG   | 2    | Majorité départementale |
| La République en marche              |       | LREM  | 1    | Majorité départementale |
| Opposition (16 sièges)               |       |       |      |                         |
| Les Républicains                     |       | LR    | 5    | L’avenir ensemble       |
| Divers droite                        |       | DVD   | 5    | L’avenir ensemble       |
| Union des démocrates et indépendants |       | UDI   | 4    | L’avenir ensemble       |
| Sans étiquette                       |       | SE    | 2    | La dynamique citoyenne  |

### Forces en présence
| Coalitions et partis | Coalitions et partis                                                                                        | Chef de file            | Nombre de candidats |
| -------------------- | --- | ----------------------- | ------------------- |
|                      | Majorité départementale Parti socialiste Divers gauche                                                      | Sophie Borderie         |                     |
|                      | 100% Lot-et-Garonne - L'Avenir Ensemble Les Républicains Union des démocrates et indépendants Divers droite | Pierre Chollet          |                     |
|                      | Rassemblement national                                                                                      | Hélène Laporte          |                     |
|                      | Les 47 Coordination rurale                                                                                  | Serge Bousquet-Cassagne |                     |

## Système électoral
Les élections ont lieu au scrutin majoritaire binominal à deux tours. Le système est paritaire : les candidatures sont présentées sous la forme d'un binôme composé d'une femme et d'un homme avec leurs suppléants (une femme et un homme également).
Pour être élu au premier tour, un binôme doit obtenir la majorité absolue des suffrages exprimés et un nombre de suffrages au moins égal à 25 % des électeurs inscrits. Si aucun binôme n'est élu au premier tour, seuls peuvent se présenter au second tour les binômes qui ont obtenu un nombre de suffrages au moins égal à 12,5 % des électeurs inscrits, sans possibilité pour les binômes de fusionner. Est élu au second tour le binôme qui obtient le plus grand nombre de voix.

## Résultats à l'échelle du département

### Résultats par nuances
| Binômes                  | Binômes                     | Binômes                  | Premier tour | Premier tour | Premier tour | Second tour | Second tour | Second tour | Total | +/-           |  |
| Binômes                  | Binômes                     | Binômes                  | Voix         | %            | Sièges       | Voix        | %           | Sièges      | Total | +/-           |  |
| ------------------------ | --------------------------- | ------------------------ | ------------ | ------------ | ------------ | ----------- | ----------- | ----------- | ----- | ------------- |  |
|                          | Parti socialiste            | SOC                      | 29 446       | 33,07        | 0            | 34 886      | 38,57       | 20          | 20    | 2             |  |
|                          | Union au centre et à droite | UCD                      | 21 554       | 24,20        | 0            | 30 712      | 33,95       | 12          | 12    | Nv.           |  |
|                          | Divers droite               | DVD                      | 15 662       | 17,59        | 0            | 13 905      | 15,37       | 4           | 4     | 2             |  |
|                          | Rassemblement national      | RN                       | 13 699       | 15,38        | 0            | 2 014       | 2,23        | 0           | 0     | en stagnation |  |
|                          | Union à gauche              | UG                       | 3 079        | 3,46         | 0            | 4 223       | 4,67        | 4           | 4     | 4             |  |
|                          | Divers                      | DIV                      | 3 028        | 3,40         | 0            | 2 641       | 2,92        | 2           | 2     | en stagnation |  |
|                          | Divers centre               | DVC                      | 1 521        | 1,71         | 0            | 2 070       | 2,29        | 0           | 0     | Nv.           |  |
|                          | Écologiste                  | ECO                      | 501          | 0,56         | 0            |             |             |             | 0     | en stagnation |  |
|                          | Extrême gauche              | EXG                      | 312          | 0,35         | 0            | 0           | Nv.         |             |       |               |  |
|                          | Divers gauche               | DVG                      | 250          | 0,28         | 0            | 0           | 8           |             |       |               |  |
|                          |                             |                          |              |              |              |             |             |             |       |               |  |
| Suffrages exprimés       | Suffrages exprimés          | Suffrages exprimés       | 89 052       | 95,00        |              | 90 451      | 92,28       |             |       |               |  |
| Votes blancs             | Votes blancs                | Votes blancs             | 2 713        | 2,89         | 4 416        | 4,51        |             |             |       |               |  |
| Votes nuls               | Votes nuls                  | Votes nuls               | 1 972        | 2,10         | 3 147        | 3,21        |             |             |       |               |  |
| Total                    | Total                       | Total                    | 93 737       | 100          | 0            | 98 014      | 100         | 42          | 42    | en stagnation |  |
| Abstentions              | Abstentions                 | Abstentions              | 144 845      | 60,71        |              | 140 600     | 58,92       |             |       |               |  |
| Inscrits / participation | Inscrits / participation    | Inscrits / participation | 238 582      | 39,29        | 238 614      | 41,08       |             |             |       |               |  |

### Assemblée départementale élue
| Présidente du conseil départemental  |       |       |      |                           |
| Sophie Borderie (PS)                 |       |       |      |                           |
| Parti                                | Sigle | Sigle | Élus | Groupes                   |
| Majorité (24 sièges)                 |       |       |      |                           |
| Parti socialiste                     |       | PS    | 17   | Le Lot-et-Garonne au cœur |
| Divers gauche                        |       | DVG   | 2    | Le Lot-et-Garonne au cœur |
| Europe Écologie Les Verts            |       | EÉLV  | 2    | Le Lot-et-Garonne au cœur |
| Parti communiste français            |       | PCF   | 1    | Le Lot-et-Garonne au cœur |
| Parti radical de gauche              |       | PRG   | 1    | Le Lot-et-Garonne au cœur |
| Gauche républicaine et socialiste    |       | GRS   | 1    | Le Lot-et-Garonne au cœur |
| Opposition (18 sièges)               |       |       |      |                           |
| Divers droite                        |       | DVD   | 6    | L’avenir ensemble         |
| Les Républicains                     |       | LR    | 4    | L’avenir ensemble         |
| Union des démocrates et indépendants |       | UDI   | 3    | L’avenir ensemble         |
| Alliance centriste                   |       | AC    | 1    | L’avenir ensemble         |
| La République en marche              |       | LREM  | 1    | L’avenir ensemble         |
| Divers centre                        |       | DVC   | 1    | L’avenir ensemble         |
| Sans étiquette                       |       | SE    | 2    | La dynamique citoyenne    |

### Élus par canton
| Canton                   | Conseiller Sortant        | Parti | Parti | Conseiller élu           | Parti | Parti |
| ------------------------ | ------------------------- | ----- | ----- | ------------------------ | ----- | ----- |
| Agen-1                   | Nathalie Bricard          |       | DVG   | Clarisse Maillard        |       | DVG   |
| Agen-1                   | Christian Delbrel         |       | DVG   | Christian Delbrel        |       | DVG   |
| Agen-2                   | Christian Dézalos         |       | PS    | Christian Dézalos        |       | PS    |
| Agen-2                   | Laurence Lamy             |       | PS    | Laurence Lamy            |       | PS    |
| Agen-3                   | Pierre Chollet            |       | DVD   | Pierre Chollet           |       | DVD   |
| Agen-3                   | Baya Kherkhach            |       | DVD   | Baya Kherkhach           |       | DVD   |
| Agen-4                   | Clémence Brandolin-Robert |       | LR    | Béatrice Lavit           |       | PS    |
| Agen-4                   | Christophe Bocquet        |       | LR    | Jean-Jacques Mirande     |       | PCF   |
| L'Albret                 | Nicolas Lacombe           |       | PS    | Nicolas Lacombe          |       | PS    |
| L'Albret                 | Marylène Paillares        |       | PS    | Marylène Paillares       |       | PS    |
| Le Confluent             | Laurence Ducos            |       | DVD   | Laurence Ducos           |       | DVD   |
| Le Confluent             | Alain Merly               |       | LMR   | Philippe Bousquier       |       | LR    |
| Les Coteaux de Guyenne   | Pierre Camani             |       | PS    | Pierre Camani            |       | PS    |
| Les Coteaux de Guyenne   | Nadine Quaix              |       | PS    | Caroline Haure-Trochon   |       | PS    |
| Les Forêts de Gascogne   | Raymond Girardi           |       | PCF   | Julie Castillo           |       | LMR   |
| Les Forêts de Gascogne   | Hélène Laulan             |       | PCF   | Aymeric Dupuy            |       | DVD   |
| Le Fumélois              | Daniel Borie              |       | PS    | Daniel Borie             |       | PS    |
| Le Fumélois              | Sophie Gargowitsch        |       | DVG   | Sophie Gargowitsch       |       | DVG   |
| Le Haut Agenais Périgord | Marcel Calmette           |       | PS    | Marcel Calmette          |       | PS    |
| Le Haut Agenais Périgord | Christine Gonzato-Roques  |       | PCF   | Christine Gonzato-Roques |       | PCF   |
| Lavardac                 | Michel Masset             |       | DVG   | Michel Masset            |       | DVG   |
| Lavardac                 | Valérie Tonin             |       | DVG   | Valérie Tonin            |       | DVG   |
| Le Livradais             | Séverine Besson           |       | LR    | Marie-Laure Grenier      |       | DVD   |
| Le Livradais             | Jacques Borderie          |       | LR    | Jacques Borderie         |       | LR    |
| Marmande-1               | Joël Hocquelet            |       | PS    | Joël Hocquelet           |       | PS    |
| Marmande-1               | Émilie Maillou            |       | PS    | Émilie Maillou           |       | PS    |
| Marmande-2               | Jacques Bilirit           |       | PS    | Jacques Bilirit          |       | PS    |
| Marmande-2               | Sophie Borderie           |       | PS    | Sophie Borderie          |       | PS    |
| L'Ouest agenais          | Jean Dreuil               |       | DVG   | Paul Vo Van              |       | EÉLV  |
| L'Ouest agenais          | Françoise Laurent         |       | PS    | Françoise Laurent        |       | PS    |
| Le Pays de Serres        | Bernard Barral            |       | PS    | Arnaud Devilliers        |       | AC    |
| Le Pays de Serres        | Marie-France Salles       |       | LREM  | Béatrice Giraud          |       | DVD   |
| Le Sud-Est agenais       | Rémi Constans             |       | UDI   | Rémi Constans            |       | UDI   |
| Le Sud-Est agenais       | Louise Cambournac         |       | LR    | Cécile Genovesio         |       | DVD   |
| Tonneins                 | Italina Lalaurie          |       | DVD   | Vanessa Dallies          |       | DVD   |
| Tonneins                 | Michel Pérat              |       | DVD   | Gilbert Dufourg          |       | DVD   |
| Le Val du Dropt          | Pierre Costes             |       | PS    | Alain Picard             |       | PS    |
| Le Val du Dropt          | Daniele Dhelias           |       | PRG   | Daniele Dhelias          |       | PRG   |
| Villeneuve-sur-Lot-1     | Guillaume Lepers          |       | LR    | Guillaume Lepers         |       | LR    |
| Villeneuve-sur-Lot-1     | Patricia Suppi            |       | UDI   | Patricia Suppi           |       | UDI   |
| Villeneuve-sur-Lot-2     | Patrick Cassany           |       | PS    | Thomas Bouyssonnie       |       | GRS   |
| Villeneuve-sur-Lot-2     | Catherine Joffroy         |       | PS    | Annie Messina-Ventadoux  |       | EÉLV  |

## Résultats par canton
Les binômes sont présentés par ordre décroissant des résultats au premier tour. En cas de victoire au second tour du binôme arrivé en deuxième place au premier, ses résultats sont indiqués en gras.

### Canton d'Agen-1
| Candidats                | Candidats                | Partis                   | Nuance                   | Premier tour | Premier tour | Second tour | Second tour |
| Candidats                | Candidats                | Partis                   | Nuance                   | Voix         | %            | Voix        | %           |
| ------------------------ | ------------------------ | ------------------------ | ------------------------ | ------------ | ------------ | ----------- | ----------- |
|                          | Christian Delbrel        | DVG                      | DIV                      | 2 206        | 50,60        | 2 641       | 56,06       |
|                          | Clarisse Maillard        | DVG                      | DIV                      | 2 206        | 50,60        | 2 641       | 56,06       |
|                          | Bruno Dubos              | MoDem                    | DVC                      | 1 521        | 34,89        | 2 070       | 43,94       |
|                          | Anne Gallissaires        | DVD                      | DVC                      | 1 521        | 34,89        | 2 070       | 43,94       |
|                          | Marie-Line Bruyères      | RN                       | RN                       | 633          | 14,52        |             |             |
|                          | Jean-Michel Meynard      | RN                       | RN                       | 633          | 14,52        |             |             |
|                          |                          |                          |                          |              |              |             |             |
| Suffrages exprimés       | Suffrages exprimés       | Suffrages exprimés       | Suffrages exprimés       | 4 360        | 95,82        | 4 711       | 94,39       |
| Votes blancs             | Votes blancs             | Votes blancs             | Votes blancs             | 108          | 2,37         | 170         | 3,41        |
| Votes nuls               | Votes nuls               | Votes nuls               | Votes nuls               | 82           | 1,80         | 110         | 2,20        |
| Total                    | Total                    | Total                    | Total                    | 4 550        | 100          | 4 991       | 100         |
| Abstention               | Abstention               | Abstention               | Abstention               | 6 826        | 60,00        | 6 385       | 56,13       |
| Inscrits / participation | Inscrits / participation | Inscrits / participation | Inscrits / participation | 11 376       | 40,00        | 11 376      | 43,87       |

### Canton d'Agen-2
| Candidats                | Candidats                | Partis                   | Nuance                   | Premier tour | Premier tour | Second tour | Second tour |
| Candidats                | Candidats                | Partis                   | Nuance                   | Voix         | %            | Voix        | %           |
| ------------------------ | ------------------------ | ------------------------ | ------------------------ | ------------ | ------------ | ----------- | ----------- |
|                          | Christian Dézalos        | PS                       | SOC                      | 1 655        | 46,98        | 2 116       | 60,18       |
|                          | Laurence Lamy            | PS                       | SOC                      | 1 655        | 46,98        | 2 116       | 60,18       |
|                          | Pascale Luguet           | DVD                      | UCD                      | 897          | 25,46        | 1 400       | 39,82       |
|                          | Pascal Rayssac           | DVD                      | UCD                      | 897          | 25,46        | 1 400       | 39,82       |
|                          | Isabelle Collin          | RN                       | RN                       | 672          | 19,07        |             |             |
|                          | Christophe Proton        | RN                       | RN                       | 672          | 19,07        |             |             |
|                          | Nathalie Gambart         | DVD                      | DVD                      | 299          | 8,49         |             |             |
|                          | Bertrand Girardi         | DVD                      | DVD                      | 299          | 8,49         |             |             |
|                          |                          |                          |                          |              |              |             |             |
| Suffrages exprimés       | Suffrages exprimés       | Suffrages exprimés       | Suffrages exprimés       | 95,53        | 35,09        | 3 516       | 93,36       |
| Votes blancs             | Votes blancs             | Votes blancs             | Votes blancs             | 101          | 2,74         | 150         | 3,98        |
| Votes nuls               | Votes nuls               | Votes nuls               | Votes nuls               | 64           | 1,74         | 100         | 2,66        |
| Total                    | Total                    | Total                    | Total                    | 3 688        | 100          | 3 766       | 100         |
| Abstention               | Abstention               | Abstention               | Abstention               | 6 353        | 63,27        | 6 277       | 62,50       |
| Inscrits / participation | Inscrits / participation | Inscrits / participation | Inscrits / participation | 10 041       | 36,73        | 10 043      | 37,50       |

### Canton d'Agen-3
| Candidats                | Candidats                | Partis                   | Nuance                   | Premier tour | Premier tour | Second tour | Second tour |
| Candidats                | Candidats                | Partis                   | Nuance                   | Voix         | %            | Voix        | %           |
| ------------------------ | ------------------------ | ------------------------ | ------------------------ | ------------ | ------------ | ----------- | ----------- |
|                          | Pierre Chollet           | DVD                      | UCD                      | 1 116        | 44,41        | 1 658       | 63,40       |
|                          | Baya Kherkhach           | DVD                      | UCD                      | 1 116        | 44,41        | 1 658       | 63,40       |
|                          | Pierre Dupont            | PS                       | SOC                      | 748          | 29,77        | 957         | 36,60       |
|                          | Naïma Lasmak Taïzou      | PS                       | SOC                      | 748          | 29,77        | 957         | 36,60       |
|                          | Patrick Cucurulo         | RN                       | RN                       | 504          | 20,06        |             |             |
|                          | Françoise Vavasseur      | RN                       | RN                       | 504          | 20,06        |             |             |
|                          | Isabelle Bouazza         | DVD                      | DVD                      | 145          | 5,77         |             |             |
|                          | Serge Pujol              | DVD                      | DVD                      | 145          | 5,77         |             |             |
|                          |                          |                          |                          |              |              |             |             |
| Suffrages exprimés       | Suffrages exprimés       | Suffrages exprimés       | Suffrages exprimés       | 2 513        | 95,23        | 2 615       | 91,69       |
| Votes blancs             | Votes blancs             | Votes blancs             | Votes blancs             | 76           | 2,88         | 140         | 4,91        |
| Votes nuls               | Votes nuls               | Votes nuls               | Votes nuls               | 50           | 1,89         | 97          | 3,40        |
| Total                    | Total                    | Total                    | Total                    | 2 639        | 100          | 2 852       | 100         |
| Abstention               | Abstention               | Abstention               | Abstention               | 5 673        | 68,25        | 5 457       | 65,68       |
| Inscrits / participation | Inscrits / participation | Inscrits / participation | Inscrits / participation | 8 312        | 31,75        | 8 309       | 34,32       |

### Canton d'Agen-4
| Candidats                | Candidats                 | Partis                   | Nuance                   | Premier tour | Premier tour | Second tour | Second tour |
| Candidats                | Candidats                 | Partis                   | Nuance                   | Voix         | %            | Voix        | %           |
| ------------------------ | ------------------------- | ------------------------ | ------------------------ | ------------ | ------------ | ----------- | ----------- |
|                          | Béatrice Lavit            | PS                       | SOC                      | 1 717        | 43,90        | 2 045       | 51,65       |
|                          | Jean-Jacques Mirande      | PCF                      | SOC                      | 1 717        | 43,90        | 2 045       | 51,65       |
|                          | Clémence Brandolin-Robert | LR                       | UCD                      | 1 305        | 33,37        | 1 914       | 48,35       |
|                          | Christian Jacq            | UDI                      | UCD                      | 1 305        | 33,37        | 1 914       | 48,35       |
|                          | Renée Carbou              | RN                       | RN                       | 889          | 22,73        |             |             |
|                          | Sébastien Delbosq         | RN                       | RN                       | 889          | 22,73        |             |             |
|                          |                           |                          |                          |              |              |             |             |
| Suffrages exprimés       | Suffrages exprimés        | Suffrages exprimés       | Suffrages exprimés       | 3 911        | 95,23        | 3 959       | 92,46       |
| Votes blancs             | Votes blancs              | Votes blancs             | Votes blancs             | 130          | 3,17         | 167         | 3,90        |
| Votes nuls               | Votes nuls                | Votes nuls               | Votes nuls               | 66           | 1,61         | 156         | 3,64        |
| Total                    | Total                     | Total                    | Total                    | 4 107        | 100          | 4 282       | 100         |
| Abstention               | Abstention                | Abstention               | Abstention               | 7 797        | 65,50        | 7 620       | 64,02       |
| Inscrits / participation | Inscrits / participation  | Inscrits / participation | Inscrits / participation | 11 904       | 34,50        | 11 902      | 35,98       |

### Canton de l'Albret
| Candidats                | Candidats                | Partis                   | Nuance                   | Premier tour | Premier tour | Second tour | Second tour |
| Candidats                | Candidats                | Partis                   | Nuance                   | Voix         | %            | Voix        | %           |
| ------------------------ | ------------------------ | ------------------------ | ------------------------ | ------------ | ------------ | ----------- | ----------- |
|                          | Nicolas Lacombe          | PS                       | SOC                      | 3 040        | 56,95        | 3 267       | 60,80       |
|                          | Marylène Paillarès       | PS                       | SOC                      | 3 040        | 56,95        | 3 267       | 60,80       |
|                          | Pascal Boutan            | DVD                      | UCD                      | 1 782        | 33,38        | 2 106       | 39,20       |
|                          | Paulette Laborde         | DVD                      | UCD                      | 1 782        | 33,38        | 2 106       | 39,20       |
|                          | Patrick Hébrard          | DVD                      | DVD                      | 516          | 9,67         |             |             |
|                          | Nathalie Tourne          | DVD                      | DVD                      | 516          | 9,67         |             |             |
|                          |                          |                          |                          |              |              |             |             |
| Suffrages exprimés       | Suffrages exprimés       | Suffrages exprimés       | Suffrages exprimés       | 5 338        | 94,80        | 5 373       | 95,06       |
| Votes blancs             | Votes blancs             | Votes blancs             | Votes blancs             | 182          | 3,23         | 159         | 2,81        |
| Votes nuls               | Votes nuls               | Votes nuls               | Votes nuls               | 111          | 1,97         | 120         | 2,12        |
| Total                    | Total                    | Total                    | Total                    | 5 631        | 100          | 5 652       | 100         |
| Abstention               | Abstention               | Abstention               | Abstention               | 7 129        | 55,87        | 7 108       | 55,71       |
| Inscrits / participation | Inscrits / participation | Inscrits / participation | Inscrits / participation | 12 760       | 44,13        | 12 760      | 44,29       |

### Canton du Confluent
| Candidats                | Candidats                | Partis                   | Nuance                   | Premier tour | Premier tour | Second tour | Second tour |
| Candidats                | Candidats                | Partis                   | Nuance                   | Voix         | %            | Voix        | %           |
| ------------------------ | ------------------------ | ------------------------ | ------------------------ | ------------ | ------------ | ----------- | ----------- |
|                          | Philippe Bousquier       | LR                       | UCD                      | 1 051        | 25,63        | 2 552       | 68,24       |
|                          | Laurence Ducos           | DVD                      | UCD                      | 1 051        | 25,63        | 2 552       | 68,24       |
|                          | Claude Choplin           | RN                       | RN                       | 727          | 17,73        | 1 188       | 31,76       |
|                          | France Espinasse         | RN                       | RN                       | 727          | 17,73        | 1 188       | 31,76       |
|                          | Philippe Darquies        | LR                       | DVD                      | 564          | 13,75        |             |             |
|                          | Catherine Larrieu        | LR                       | DVD                      | 564          | 13,75        |             |             |
|                          | Aurélie Mella            | DVD                      | DVD                      | 547          | 13,34        |             |             |
|                          | Cédric Paladin           | DVD                      | DVD                      | 547          | 13,34        |             |             |
|                          | Vincent Lestani          | EÉLV                     | ECO                      | 500          | 12,19        |             |             |
|                          | Sandra Waeckel           | EÉLV                     | ECO                      | 500          | 12,19        |             |             |
|                          | Guy Soulage              | PS                       | SOC                      | 462          | 11,27        |             |             |
|                          | Josette Vignau           | PS                       | SOC                      | 462          | 11,27        |             |             |
|                          | Bernard Dèche            | DVG                      | DVG                      | 250          | 6,10         |             |             |
|                          | Evelyne Gatounes         | DVG                      | DVG                      | 250          | 6,10         |             |             |
|                          |                          |                          |                          |              |              |             |             |
| Suffrages exprimés       | Suffrages exprimés       | Suffrages exprimés       | Suffrages exprimés       | 4 101        | 95,71        | 3 740       | 88,29       |
| Votes blancs             | Votes blancs             | Votes blancs             | Votes blancs             | 115          | 2,68         | 329         | 7,77        |
| Votes nuls               | Votes nuls               | Votes nuls               | Votes nuls               | 69           | 1,61         | 167         | 3,94        |
| Total                    | Total                    | Total                    | Total                    | 4 285        | 100          | 4 236       | 100         |
| Abstention               | Abstention               | Abstention               | Abstention               | 5 552        | 56,44        | 5 603       | 56,95       |
| Inscrits / participation | Inscrits / participation | Inscrits / participation | Inscrits / participation | 9 837        | 43,57        | 9 839       | 43,05       |

### Canton des Coteaux de Guyenne
| Candidats                | Candidats                | Partis                   | Nuance                   | Premier tour | Premier tour | Second tour | Second tour |
| Candidats                | Candidats                | Partis                   | Nuance                   | Voix         | %            | Voix        | %           |
| ------------------------ | ------------------------ | ------------------------ | ------------------------ | ------------ | ------------ | ----------- | ----------- |
|                          | Pierre Camani            | PS                       | SOC                      | 1 849        | 43,63        | 2 380       | 55,86       |
|                          | Caroline Haure-Trochon   | PS                       | SOC                      | 1 849        | 43,63        | 2 380       | 55,86       |
|                          | Bernardette Dreux        | DVD                      | UCD                      | 1 043        | 24,61        | 1 881       | 44,14       |
|                          | Jean-Luc Gardeau         | DVD                      | UCD                      | 1 043        | 24,61        | 1 881       | 44,14       |
|                          | Laetitia Bares           | DVD                      | DVD                      | 778          | 18,36        |             |             |
|                          | Vincent Rigo             | DVD                      | DVD                      | 778          | 18,36        |             |             |
|                          | Frédéric Berens          | RN                       | RN                       | 568          | 13,40        |             |             |
|                          | Hélène Corps             | RN                       | RN                       | 568          | 13,40        |             |             |
|                          |                          |                          |                          |              |              |             |             |
| Suffrages exprimés       | Suffrages exprimés       | Suffrages exprimés       | Suffrages exprimés       | 4 238        | 95,54        | 4 261       | 93,73       |
| Votes blancs             | Votes blancs             | Votes blancs             | Votes blancs             | 106          | 2,39         | 151         | 3,32        |
| Votes nuls               | Votes nuls               | Votes nuls               | Votes nuls               | 92           | 2,07         | 134         | 2,95        |
| Total                    | Total                    | Total                    | Total                    | 4 436        | 100          | 4 546       | 100         |
| Abstention               | Abstention               | Abstention               | Abstention               | 5 095        | 53,46        | 4 995       | 52,35       |
| Inscrits / participation | Inscrits / participation | Inscrits / participation | Inscrits / participation | 9 531        | 46,54        | 9 541       | 47,65       |

### Canton des Forêts de Gascogne
| Candidats                | Candidats                | Partis                   | Nuance                   | Premier tour | Premier tour | Second tour | Second tour |
| Candidats                | Candidats                | Partis                   | Nuance                   | Voix         | %            | Voix        | %           |
| ------------------------ | ------------------------ | ------------------------ | ------------------------ | ------------ | ------------ | ----------- | ----------- |
|                          | Julie Castillo           | LMR                      | UCD                      | 2 692        | 48,96        | 3 475       | 59,36       |
|                          | Aymeric Dupuy            | DVD                      | UCD                      | 2 692        | 48,96        | 3 475       | 59,36       |
|                          | Raymond Girardi          | PCF                      | SOC                      | 1 988        | 36,16        | 2 379       | 40,64       |
|                          | Hélène Vidal             | PCF                      | SOC                      | 1 988        | 36,16        | 2 379       | 40,64       |
|                          | Claude-André Épinoux     | RN                       | RN                       | 818          | 14,88        |             |             |
|                          | Christine Thomas         | RN                       | RN                       | 818          | 14,88        |             |             |
|                          |                          |                          |                          |              |              |             |             |
| Suffrages exprimés       | Suffrages exprimés       | Suffrages exprimés       | Suffrages exprimés       | 5 498        | 95,04        | 5 854       | 93,92       |
| Votes blancs             | Votes blancs             | Votes blancs             | Votes blancs             | 156          | 2,70         | 230         | 3,69        |
| Votes nuls               | Votes nuls               | Votes nuls               | Votes nuls               | 131          | 2,26         | 149         | 2,39        |
| Total                    | Total                    | Total                    | Total                    | 5 785        | 100          | 6 233       | 100         |
| Abstention               | Abstention               | Abstention               | Abstention               | 6 415        | 52,58        | 5 969       | 48,92       |
| Inscrits / participation | Inscrits / participation | Inscrits / participation | Inscrits / participation | 12 200       | 47,42        | 12 202      | 51,08       |

### Canton du Fumélois
| Candidats                | Candidats                | Partis                   | Nuance                   | Premier tour | Premier tour | Second tour | Second tour |
| Candidats                | Candidats                | Partis                   | Nuance                   | Voix         | %            | Voix        | %           |
| ------------------------ | ------------------------ | ------------------------ | ------------------------ | ------------ | ------------ | ----------- | ----------- |
|                          | Daniel Borie             | PS                       | SOC                      | 2 379        | 43,05        | 3 006       | 51,54       |
|                          | Sophie Gargowitsch       | DVG                      | SOC                      | 2 379        | 43,05        | 3 006       | 51,54       |
|                          | Elodie Arbete            | DVD                      | UCD                      | 1 604        | 29,03        | 2 826       | 48,46       |
|                          | Jean-Jacques Brouillet   | DVD                      | UCD                      | 1 604        | 29,03        | 2 826       | 48,46       |
|                          | Serge Bousquet-Cassagne  | DVD                      | DVD                      | 1 543        | 27,92        |             |             |
|                          | Fanny Rigal              | DVD                      | DVD                      | 1 543        | 27,92        |             |             |
|                          |                          |                          |                          |              |              |             |             |
| Suffrages exprimés       | Suffrages exprimés       | Suffrages exprimés       | Suffrages exprimés       | 5 526        | 94,72        | 5 832       | 94,49       |
| Votes blancs             | Votes blancs             | Votes blancs             | Votes blancs             | 185          | 3,17         | 208         | 3,37        |
| Votes nuls               | Votes nuls               | Votes nuls               | Votes nuls               | 123          | 2,11         | 132         | 2,14        |
| Total                    | Total                    | Total                    | Total                    | 5 834        | 100          | 6 172       | 100         |
| Abstention               | Abstention               | Abstention               | Abstention               | 7 484        | 56,19        | 7 150       | 53,67       |
| Inscrits / participation | Inscrits / participation | Inscrits / participation | Inscrits / participation | 13 318       | 43,81        | 13 322      | 46,33       |

### Canton du Haut Agenais Périgord
| Candidats                | Candidats                | Partis                   | Nuance                   | Premier tour | Premier tour | Second tour | Second tour |
| Candidats                | Candidats                | Partis                   | Nuance                   | Voix         | %            | Voix        | %           |
| ------------------------ | ------------------------ | ------------------------ | ------------------------ | ------------ | ------------ | ----------- | ----------- |
|                          | Marcel Calmette          | PS                       | SOC                      | 2 254        | 52,86        | 2 620       | 58,67       |
|                          | Christine Gonzato-Roques | PCF                      | SOC                      | 2 254        | 52,86        | 2 620       | 58,67       |
|                          | Isabelle Kempen          | DVD                      | DVD                      | 1 184        | 27,77        | 1 846       | 41,33       |
|                          | Didier Parrel            | DVD                      | DVD                      | 1 184        | 27,77        | 1 846       | 41,33       |
|                          | Dominique Douillet       | DVD                      | UCD                      | 826          | 19,37        |             |             |
|                          | Yvon Setze               | DLF                      | UCD                      | 826          | 19,37        |             |             |
|                          |                          |                          |                          |              |              |             |             |
| Suffrages exprimés       | Suffrages exprimés       | Suffrages exprimés       | Suffrages exprimés       | 4 264        | 94,50        | 4 466       | 94,06       |
| Votes blancs             | Votes blancs             | Votes blancs             | Votes blancs             | 133          | 2,95         | 149         | 3,14        |
| Votes nuls               | Votes nuls               | Votes nuls               | Votes nuls               | 115          | 2,55         | 133         | 2,80        |
| Total                    | Total                    | Total                    | Total                    | 4 512        | 100          | 4 748       | 100         |
| Abstention               | Abstention               | Abstention               | Abstention               | 5 546        | 55,14        | 5 301       | 52,75       |
| Inscrits / participation | Inscrits / participation | Inscrits / participation | Inscrits / participation | 10 058       | 44,86        | 10 049      | 47,25       |

### Canton de Lavardac
| Candidats                | Candidats                | Partis                   | Nuance                   | Premier tour | Premier tour | Second tour | Second tour |
| Candidats                | Candidats                | Partis                   | Nuance                   | Voix         | %            | Voix        | %           |
| ------------------------ | ------------------------ | ------------------------ | ------------------------ | ------------ | ------------ | ----------- | ----------- |
|                          | Michel Masset            | DVG                      | SOC                      | 2 110        | 52,12        | 2 645       | 63,94       |
|                          | Valérie Tonin            | DVG                      | SOC                      | 2 110        | 52,12        | 2 645       | 63,94       |
|                          | Didier Chazallon         | DVD                      | DVD                      | 808          | 19,96        | 1 492       | 36,06       |
|                          | Nathalie Roussille       | DVD                      | DVD                      | 808          | 19,96        | 1 492       | 36,06       |
|                          | Guy Pozzobon             | RN                       | RN                       | 726          | 17,93        |             |             |
|                          | Ghislaine Ragno          | RN                       | RN                       | 726          | 17,93        |             |             |
|                          | Patricia Edmond-Samuel   | DVD                      | UCD                      | 404          | 9,98         |             |             |
|                          | Bernard Sauboi           | DVD                      | UCD                      | 404          | 9,98         |             |             |
|                          |                          |                          |                          |              |              |             |             |
| Suffrages exprimés       | Suffrages exprimés       | Suffrages exprimés       | Suffrages exprimés       | 4 048        | 95,45        | 4 137       | 93,89       |
| Votes blancs             | Votes blancs             | Votes blancs             | Votes blancs             | 115          | 2,71         | 151         | 3,43        |
| Votes nuls               | Votes nuls               | Votes nuls               | Votes nuls               | 78           | 1,84         | 118         | 2,68        |
| Total                    | Total                    | Total                    | Total                    | 4 241        | 100          | 4 406       | 100         |
| Abstention               | Abstention               | Abstention               | Abstention               | 5 549        | 56,68        | 5 393       | 55,04       |
| Inscrits / participation | Inscrits / participation | Inscrits / participation | Inscrits / participation | 9 790        | 43,32        | 9 799       | 44,96       |

### Canton du Livradais
| Candidats                | Candidats                | Partis                   | Nuance                   | Premier tour | Premier tour | Second tour | Second tour |
| Candidats                | Candidats                | Partis                   | Nuance                   | Voix         | %            | Voix        | %           |
| ------------------------ | ------------------------ | ------------------------ | ------------------------ | ------------ | ------------ | ----------- | ----------- |
|                          | Jacques Borderie         | LR                       | UCD                      | 1 310        | 33,62        | 1 945       | 53,63       |
|                          | Marie-Laure Grenier      | DVD                      | UCD                      | 1 310        | 33,62        | 1 945       | 53,63       |
|                          | Severine Besson          | LR                       | DVD                      | 940          | 24,12        | 1 682       | 46,37       |
|                          | Patrick Franken          | DVD                      | DVD                      | 940          | 24,12        | 1 682       | 46,37       |
|                          | Alexandra Brinster       | PS                       | SOC                      | 899          | 23,07        |             |             |
|                          | Pierre Jeanneau          | PS                       | SOC                      | 899          | 23,07        |             |             |
|                          | Daniel Cadiot            | RN                       | RN                       | 748          | 19,19        |             |             |
|                          | Anne-Laure Raach         | RN                       | RN                       | 748          | 19,19        |             |             |
|                          |                          |                          |                          |              |              |             |             |
| Suffrages exprimés       | Suffrages exprimés       | Suffrages exprimés       | Suffrages exprimés       | 3 897        | 95,70        | 3 627       | 87,74       |
| Votes blancs             | Votes blancs             | Votes blancs             | Votes blancs             | 94           | 2,31         | 319         | 7,72        |
| Votes nuls               | Votes nuls               | Votes nuls               | Votes nuls               | 81           | 1,99         | 188         | 4,55        |
| Total                    | Total                    | Total                    | Total                    | 4 072        | 100          | 4 134       | 100         |
| Abstention               | Abstention               | Abstention               | Abstention               | 6 523        | 61,57        | 6 462       | 60,99       |
| Inscrits / participation | Inscrits / participation | Inscrits / participation | Inscrits / participation | 10 595       | 38,43        | 10 596      | 39,01       |

### Canton de Marmande-1
| Candidats                | Candidats                       | Partis                   | Nuance                   | Premier tour | Premier tour | Second tour | Second tour |
| Candidats                | Candidats                       | Partis                   | Nuance                   | Voix         | %            | Voix        | %           |
| ------------------------ | ------------------------------- | ------------------------ | ------------------------ | ------------ | ------------ | ----------- | ----------- |
|                          | Joël Hocquelet                  | PS                       | SOC                      | 1 941        | 43,66        | 2 517       | 53,72       |
|                          | Émilie Maillou                  | PS                       | SOC                      | 1 941        | 43,66        | 2 517       | 53,72       |
|                          | Gilles Lagaüzere                | DVD                      | UCD                      | 1 208        | 27,17        | 2 168       | 46,28       |
|                          | Valérie Perali                  | DVD                      | UCD                      | 1 208        | 27,17        | 2 168       | 46,28       |
|                          | Sandrine Bécot                  | RN                       | RN                       | 921          | 20,72        |             |             |
|                          | Franck Quenelle                 | RN                       | RN                       | 921          | 20,72        |             |             |
|                          | Maria Dolores Coca-Garcia-Perin | DIV                      | DIV                      | 376          | 8,46         |             |             |
|                          | Benoît Geneau de Lamarlière     | DIV                      | DIV                      | 376          | 8,46         |             |             |
|                          |                                 |                          |                          |              |              |             |             |
| Suffrages exprimés       | Suffrages exprimés              | Suffrages exprimés       | Suffrages exprimés       | 4 446        | 94,50        | 4 685       | 91,61       |
| Votes blancs             | Votes blancs                    | Votes blancs             | Votes blancs             | 144          | 3,06         | 214         | 4,18        |
| Votes nuls               | Votes nuls                      | Votes nuls               | Votes nuls               | 115          | 2,44         | 215         | 4,20        |
| Total                    | Total                           | Total                    | Total                    | 4 705        | 100          | 5 114       | 100         |
| Abstention               | Abstention                      | Abstention               | Abstention               | 8 820        | 65,21        | 8 420       | 62,21       |
| Inscrits / participation | Inscrits / participation        | Inscrits / participation | Inscrits / participation | 13 525       | 34,79        | 13 534      | 37,79       |

### Canton de Marmande-2
| Candidats                | Candidats                | Partis                   | Nuance                   | Premier tour | Premier tour | Second tour | Second tour |
| Candidats                | Candidats                | Partis                   | Nuance                   | Voix         | %            | Voix        | %           |
| ------------------------ | ------------------------ | ------------------------ | ------------------------ | ------------ | ------------ | ----------- | ----------- |
|                          | Jacques Bilirit          | PS                       | SOC                      | 2 132        | 50,43        | 2 592       | 57,52       |
|                          | Sophie Borderie          | PS                       | SOC                      | 2 132        | 50,43        | 2 592       | 57,52       |
|                          | Pascal Beteille          | DVD                      | DVD                      | 1 216        | 28,76        | 1 914       | 42,48       |
|                          | Martine Calzavara        | DVD                      | DVD                      | 1 216        | 28,76        | 1 914       | 42,48       |
|                          | Danielle Chatelet        | RN                       | RN                       | 880          | 20,81        |             |             |
|                          | Laurent Verzegnassi      | RN                       | RN                       | 880          | 20,81        |             |             |
|                          |                          |                          |                          |              |              |             |             |
| Suffrages exprimés       | Suffrages exprimés       | Suffrages exprimés       | Suffrages exprimés       | 4 228        | 94,38        | 4 506       | 92,02       |
| Votes blancs             | Votes blancs             | Votes blancs             | Votes blancs             | 144          | 3,21         | 199         | 4,06        |
| Votes nuls               | Votes nuls               | Votes nuls               | Votes nuls               | 108          | 2,41         | 192         | 3,92        |
| Total                    | Total                    | Total                    | Total                    | 4 480        | 100          | 4 897       | 100         |
| Abstention               | Abstention               | Abstention               | Abstention               | 8 407        | 65,24        | 7 994       | 62,01       |
| Inscrits / participation | Inscrits / participation | Inscrits / participation | Inscrits / participation | 12 887       | 34,76        | 12 891      | 37,99       |

### Canton de l'Ouest agenais
| Candidats                | Candidats                | Partis                   | Nuance                   | Premier tour | Premier tour | Second tour | Second tour |
| Candidats                | Candidats                | Partis                   | Nuance                   | Voix         | %            | Voix        | %           |
| ------------------------ | ------------------------ | ------------------------ | ------------------------ | ------------ | ------------ | ----------- | ----------- |
|                          | Françoise Laurent        | PS                       | UG                       | 1 559        | 33,83        | 2 230       | 50,99       |
|                          | Paul Vo Van              | EÉLV                     | UG                       | 1 559        | 33,83        | 2 230       | 50,99       |
|                          | Pascal de Sermet         | DVD                      | DVD                      | 1 170        | 25,39        | 2 143       | 49,01       |
|                          | Céline Petit             | DVD                      | DVD                      | 1 170        | 25,39        | 2 143       | 49,01       |
|                          | Évelyne Obin             | RN                       | RN                       | 1 116        | 24,21        |             |             |
|                          | Michel Salles            | RN                       | RN                       | 1 116        | 24,21        |             |             |
|                          | Loïc Carrère             | DVD                      | DVD                      | 764          | 16,58        |             |             |
|                          | Maryse Di Guisto         | DVD                      | DVD                      | 764          | 16,58        |             |             |
|                          |                          |                          |                          |              |              |             |             |
| Suffrages exprimés       | Suffrages exprimés       | Suffrages exprimés       | Suffrages exprimés       | 4 609        | 94,06        | 4 373       | 89,91       |
| Votes blancs             | Votes blancs             | Votes blancs             | Votes blancs             | 186          | 3,80         | 317         | 6,52        |
| Votes nuls               | Votes nuls               | Votes nuls               | Votes nuls               | 105          | 2,14         | 174         | 3,58        |
| Total                    | Total                    | Total                    | Total                    | 4 900        | 100          | 4 864       | 100         |
| Abstention               | Abstention               | Abstention               | Abstention               | 8 427        | 63,23        | 8 465       | 63,51       |
| Inscrits / participation | Inscrits / participation | Inscrits / participation | Inscrits / participation | 13 327       | 36,77        | 13 329      | 36,49       |

### Canton du Pays de Serres
| Candidats                | Candidats                | Partis                   | Nuance                   | Premier tour | Premier tour | Second tour | Second tour |
| Candidats                | Candidats                | Partis                   | Nuance                   | Voix         | %            | Voix        | %           |
| ------------------------ | ------------------------ | ------------------------ | ------------------------ | ------------ | ------------ | ----------- | ----------- |
|                          | Bernard Barral           | PS                       | SOC                      | 1 122        | 26,70        | 1 934       | 47,21       |
|                          | Françoise Testut         | PS                       | SOC                      | 1 122        | 26,70        | 1 934       | 47,21       |
|                          | Arnaud Devilliers        | AC                       | UCD                      | 1 057        | 25,15        | 2 163       | 52,79       |
|                          | Béatrice Giraud          | DVD                      | UCD                      | 1 057        | 25,15        | 2 163       | 52,79       |
|                          | Hélène Lorcy             | DVD                      | DVD                      | 803          | 19,11        |             |             |
|                          | Patrick Roux             | DVD                      | DVD                      | 803          | 19,11        |             |             |
|                          | Annick Cousin            | RN                       | RN                       | 774          | 18,42        |             |             |
|                          | Patrice Ragot            | RN                       | RN                       | 774          | 18,42        |             |             |
|                          | Yves Boissière           | DIV                      | DIV                      | 446          | 10,61        |             |             |
|                          | Elise Igounet            | DIV                      | DIV                      | 446          | 10,61        |             |             |
|                          |                          |                          |                          |              |              |             |             |
| Suffrages exprimés       | Suffrages exprimés       | Suffrages exprimés       | Suffrages exprimés       | 4 202        | 96,05        | 4 097       | 91,33       |
| Votes blancs             | Votes blancs             | Votes blancs             | Votes blancs             | 117          | 2,67         | 248         | 5,53        |
| Votes nuls               | Votes nuls               | Votes nuls               | Votes nuls               | 56           | 1,28         | 141         | 3,14        |
| Total                    | Total                    | Total                    | Total                    | 4 375        | 100          | 4 486       | 100         |
| Abstention               | Abstention               | Abstention               | Abstention               | 5 725        | 56,68        | 5 614       | 55,58       |
| Inscrits / participation | Inscrits / participation | Inscrits / participation | Inscrits / participation | 10 100       | 43,32        | 10 100      | 44,42       |

### Canton du Sud-Est agenais
| Candidats                | Candidats                  | Partis                   | Nuance                   | Premier tour | Premier tour | Second tour | Second tour |
| Candidats                | Candidats                  | Partis                   | Nuance                   | Voix         | %            | Voix        | %           |
| ------------------------ | -------------------------- | ------------------------ | ------------------------ | ------------ | ------------ | ----------- | ----------- |
|                          | Rémi Constans              | UDI                      | DVD                      | 1 455        | 31,39        | 2 462       | 54,24       |
|                          | Cécile Genovesio           | DVD                      | DVD                      | 1 455        | 31,39        | 2 462       | 54,24       |
|                          | Marie-Christine Cluchier   | PS                       | SOC                      | 1 375        | 29,67        | 2 077       | 45,76       |
|                          | David Sanchez              | PS                       | SOC                      | 1 375        | 29,67        | 2 077       | 45,76       |
|                          | Patrice-Louis-Guy Gambelou | RN                       | RN                       | 1 159        | 25,01        |             |             |
|                          | Béatrice Martin            | RN                       | RN                       | 1 159        | 25,01        |             |             |
|                          | Arnaud Laforgue            | DVD                      | DVD                      | 646          | 13,94        |             |             |
|                          | Édith Quintano             | DVD                      | DVD                      | 646          | 13,94        |             |             |
|                          |                            |                          |                          |              |              |             |             |
| Suffrages exprimés       | Suffrages exprimés         | Suffrages exprimés       | Suffrages exprimés       | 4 635        | 93,56        | 4 539       | 89,54       |
| Votes blancs             | Votes blancs               | Votes blancs             | Votes blancs             | 182          | 3,67         | 284         | 5,60        |
| Votes nuls               | Votes nuls                 | Votes nuls               | Votes nuls               | 137          | 2,77         | 246         | 4,85        |
| Total                    | Total                      | Total                    | Total                    | 4 954        | 100          | 5 069       | 100         |
| Abstention               | Abstention                 | Abstention               | Abstention               | 8 280        | 62,57        | 8 169       | 61,71       |
| Inscrits / participation | Inscrits / participation   | Inscrits / participation | Inscrits / participation | 13 234       | 37,43        | 13 238      | 38,29       |

### Canton de Tonneins
| Candidats                | Candidats                | Partis                   | Nuance                   | Premier tour | Premier tour | Second tour | Second tour |
| Candidats                | Candidats                | Partis                   | Nuance                   | Voix         | %            | Voix        | %           |
| ------------------------ | ------------------------ | ------------------------ | ------------------------ | ------------ | ------------ | ----------- | ----------- |
|                          | Émilie Bayle             | PS                       | SOC                      | 1 427        | 32,15        | 2 113       | 47,18       |
|                          | Tarik Laouani            | PS                       | SOC                      | 1 427        | 32,15        | 2 113       | 47,18       |
|                          | Vanessa Dallies          | DVD                      | DVD                      | 1 046        | 23,57        | 2 366       | 52,82       |
|                          | Gilbert Dufourg          | DVD                      | DVD                      | 1 046        | 23,57        | 2 366       | 52,82       |
|                          | Maryse Aubert            | RN                       | RN                       | 1 020        | 22,98        |             |             |
|                          | Georges Sassy            | RN                       | RN                       | 1 020        | 22,98        |             |             |
|                          | Michel Pérat             | DVD                      | UCD                      | 945          | 21,29        |             |             |
|                          | Valérie Tacco            | DVD                      | UCD                      | 945          | 21,29        |             |             |
|                          |                          |                          |                          |              |              |             |             |
| Suffrages exprimés       | Suffrages exprimés       | Suffrages exprimés       | Suffrages exprimés       | 4 438        | 94,81        | 4 479       | 91,93       |
| Votes blancs             | Votes blancs             | Votes blancs             | Votes blancs             | 124          | 2,65         | 212         | 4,35        |
| Votes nuls               | Votes nuls               | Votes nuls               | Votes nuls               | 119          | 2,54         | 181         | 3,72        |
| Total                    | Total                    | Total                    | Total                    | 4 681        | 100          | 4 872       | 100         |
| Abstention               | Abstention               | Abstention               | Abstention               | 7 765        | 62,39        | 7 573       | 60,85       |
| Inscrits / participation | Inscrits / participation | Inscrits / participation | Inscrits / participation | 12 446       | 37,61        | 12 445      | 39,15       |

### Canton du Val du Dropt
| Candidats                | Candidats                | Partis                   | Nuance                   | Premier tour | Premier tour | Second tour | Second tour |
| Candidats                | Candidats                | Partis                   | Nuance                   | Voix         | %            | Voix        | %           |
| ------------------------ | ------------------------ | ------------------------ | ------------------------ | ------------ | ------------ | ----------- | ----------- |
|                          | Danielle Dhelias         | PRG                      | SOC                      | 1 709        | 43,52        | 2 238       | 53,07       |
|                          | Alain Picard             | PS                       | SOC                      | 1 709        | 43,52        | 2 238       | 53,07       |
|                          | Emilien Roso             | LR                       | UCD                      | 1 418        | 36,11        | 1 979       | 46,93       |
|                          | Sylvie Vergne            | DVD                      | UCD                      | 1 418        | 36,11        | 1 979       | 46,93       |
|                          | Jean Marboutin           | DVD                      | DVD                      | 800          | 20,37        |             |             |
|                          | Dominique Tesson         | DVD                      | DVD                      | 800          | 20,37        |             |             |
|                          |                          |                          |                          |              |              |             |             |
| Suffrages exprimés       | Suffrages exprimés       | Suffrages exprimés       | Suffrages exprimés       | 3 927        | 94,65        | 4 217       | 94,79       |
| Votes blancs             | Votes blancs             | Votes blancs             | Votes blancs             | 111          | 2,68         | 136         | 2,83        |
| Votes nuls               | Votes nuls               | Votes nuls               | Votes nuls               | 111          | 2,68         | 106         | 2,38        |
| Total                    | Total                    | Total                    | Total                    | 4 149        | 100          | 4 449       | 100         |
| Abstention               | Abstention               | Abstention               | Abstention               | 4 702        | 53,12        | 4 402       | 49,73       |
| Inscrits / participation | Inscrits / participation | Inscrits / participation | Inscrits / participation | 8 851        | 46,88        | 8 851       | 50,27       |

### Canton de Villeneuve-sur-Lot-1
| Candidats                | Candidats                | Partis                   | Nuance                   | Premier tour | Premier tour | Second tour | Second tour |
| Candidats                | Candidats                | Partis                   | Nuance                   | Voix         | %            | Voix        | %           |
| ------------------------ | ------------------------ | ------------------------ | ------------------------ | ------------ | ------------ | ----------- | ----------- |
|                          | Guillaume Lepers         | LR                       | UCD                      | 1 926        | 54,19        | 2 751       | 76,91       |
|                          | Patricia Suppi           | UDI                      | UCD                      | 1 926        | 54,19        | 2 751       | 76,91       |
|                          | Christophe Beaupuis      | RN                       | RN                       | 677          | 19,05        | 826         | 23,09       |
|                          | Sylvie Gueudin           | RN                       | RN                       | 677          | 19,05        | 826         | 23,09       |
|                          | Marie-Christine Brunet   | PS                       | SOC                      | 639          | 17,98        |             |             |
|                          | Frédéric Ladrech         | PS                       | SOC                      | 639          | 17,98        |             |             |
|                          | Joel Pujol               | POID                     | EXG                      | 312          | 8,78         |             |             |
|                          | Myriam Sider             | POID                     | EXG                      | 312          | 8,78         |             |             |
|                          |                          |                          |                          |              |              |             |             |
| Suffrages exprimés       | Suffrages exprimés       | Suffrages exprimés       | Suffrages exprimés       | 3 554        | 95,54        | 3 577       | 88,54       |
| Votes blancs             | Votes blancs             | Votes blancs             | Votes blancs             | 89           | 2,39         | 309         | 7,65        |
| Votes nuls               | Votes nuls               | Votes nuls               | Votes nuls               | 77           | 2,07         | 154         | 3,81        |
| Total                    | Total                    | Total                    | Total                    | 3 720        | 100          | 4 040       | 100         |
| Abstention               | Abstention               | Abstention               | Abstention               | 7 961        | 68,15        | 7 641       | 65,41       |
| Inscrits / participation | Inscrits / participation | Inscrits / participation | Inscrits / participation | 11 681       | 31,85        | 11 681      | 34,59       |

### Canton de Villeneuve-sur-Lot-2
| Candidats                | Candidats                | Partis                   | Nuance                   | Premier tour | Premier tour | Second tour | Second tour |
| Candidats                | Candidats                | Partis                   | Nuance                   | Voix         | %            | Voix        | %           |
| ------------------------ | ------------------------ | ------------------------ | ------------------------ | ------------ | ------------ | ----------- | ----------- |
|                          | Thomas Bouyssonnie       | GRS                      | UG                       | 1 520        | 40,05        | 1 993       | 51,27       |
|                          | Annie Messina-Ventadoux  | EÉLV                     | UG                       | 1 520        | 40,05        | 1 993       | 51,27       |
|                          | Catherine Lévêque        | DVD                      | UCD                      | 970          | 25,56        | 1 894       | 48,73       |
|                          | Brice Vogler             | DVD                      | UCD                      | 970          | 25,56        | 1 894       | 48,73       |
|                          | Claude Franchetto        | RN                       | RN                       | 867          | 22,85        |             |             |
|                          | Virginie Tarasconi       | RN                       | RN                       | 867          | 22,85        |             |             |
|                          | Nathalie Bottega         | DVD                      | DVD                      | 438          | 11,54        |             |             |
|                          | Patrick Maurial          | DVD                      | DVD                      | 438          | 11,54        |             |             |
|                          |                          |                          |                          |              |              |             |             |
| Suffrages exprimés       | Suffrages exprimés       | Suffrages exprimés       | Suffrages exprimés       | 3 795        | 95,07        | 3 887       | 92,44       |
| Votes blancs             | Votes blancs             | Votes blancs             | Votes blancs             | 115          | 2,88         | 184         | 4,38        |
| Votes nuls               | Votes nuls               | Votes nuls               | Votes nuls               | 82           | 2,05         | 134         | 3,19        |
| Total                    | Total                    | Total                    | Total                    | 3 992        | 100          | 4 205       | 100         |
| Abstention               | Abstention               | Abstention               | Abstention               | 8 817        | 68,83        | 8 602       | 67,17       |
| Inscrits / participation | Inscrits / participation | Inscrits / participation | Inscrits / participation | 12 809       | 31,17        | 12 807      | 32,83       |